# Liparetrus flavus
Liparetrus flavus är en skalbaggsart som beskrevs av Lea 1917. Liparetrus flavus ingår i släktet Liparetrus och familjen Melolonthidae. Inga underarter finns listade i Catalogue of Life.